# Fredrik Reinfeldt
John Fredrik Reinfeldt (wym. [ˈfre:drɪk ˈrajnˌfɛlt]ⓘ; ur. 4 sierpnia 1965 w Sztokholmie) – szwedzki polityk, długoletni deputowany do Riksdagu, od 2003 do 2015 przewodniczący Umiarkowanej Partii Koalicyjnej, od 6 października 2006 do 3 października 2014 premier Szwecji.

## Życiorys

### Młodość i edukacja
Fredrik Reinfeldt urodził się w 1965 w parafii Österhaninge w gminie Haninge w regionie sztokholmskim jako najstarszy z trojga braci. Niedługo po jego narodzinach rodzina przeniosła się do Londynu, gdzie jego ojciec został konsultantem w firmie Shell. Po powrocie do kraju Reinfeldtowie zamieszkali w miejscowości Handen w gminie Haninge, a następnie w północno-zachodniej dzielnicy Sztokholmu, Bromsten. W 1976 rodzina przeprowadziła się do Täby.
Fredrik Reinfeldt po zakończeniu szkoły średniej odbył służbę wojskową oraz ukończył kurs kadetów w szkole w Umeå. W 1990 został absolwentem Uniwersytetu w Sztokholmie z dyplomem magistra biznesu i ekonomii.
W 1991 poślubił Filippę Holmberg, również działaczkę Partii Umiarkowanej. Jego żona w latach 90. zajmowała różne stanowiska w Radzie Miejskiej Sztokholmu oraz Radzie Regionu Sztokholmskiego, a w latach 2005–2006 była przewodniczącą rady gminy Täby. Ma troje dzieci: córkę Elbę oraz synów Gustafa i Erika.

### Działalność polityczna do 2002
W 1983 wstąpił do Umiarkowanej Ligi Młodzieży, organizacji młodzieżowej Partii Umiarkowanej. W 1987 został jej przewodniczącym w Täby, a w 1990 w Sztokholmie. W 1988 objął funkcję sekretarza w Radzie Regionu Sztokholmskiego. W 1991 wziął udział w zwycięskich dla Partii Umiarkowanej wyborach parlamentarnych i dostał się do Riksdagu. Na czele rządu stanął wówczas Carl Bildt, przewodniczący jego ugrupowania.
W 1992 został wybrany na przewodniczącego Umiarkowanej Ligi Młodzieży. Na kongresie w mieście Lycksele pokonał dotychczasowego przewodniczącego Ulfa Kristerssona stosunkiem głosów 58 do 55. Bitwa w Lycksele, jak sam później określił to zdarzenie, była decydującym momentem w jego karierze politycznej. W latach 1995–1997 stał na czele Wspólnoty Demokratycznej Młodzieży Europy, organizacji skupiającej młodzieżówki partii konserwatywnych i chrześcijańsko-demokratycznych.
Jako lider Umiarkowanej Ligi Młodzieży, początkowo wspierał politykę rządu premiera Carla Bildta. Później zmienił swoje stanowisko i był coraz bardziej krytyczny wobec liderów partii. W 1993 napisał książkę pt. Det sovande folket (Śpiący naród), w której poddał krytyce model szwedzkiego państwa opiekuńczego i wezwał do przeprowadzenia liberalnych zmian. Po porażce wyborczej Partii Umiarkowanej w wyborach w 1994, publiczne skrytykował partyjne kierownictwo, które według niego przejęło zbyt duże wpływy w strukturach partii.
W 1995 opublikował kolejną książkę, zatytułowaną Nostalgitrippen, w której skrytykował głównych polityków Partii Umiarkowanej, w tym także Bildta. W lutym 1995 z powodu swojej ostrej krytyki utracił stanowisko lidera Umiarkowanej Ligi Młodzieżowej. W strukturach partii był marginalizowany i nie sprawował żadnych istotnych funkcji. Sytuacja zmieniła się w 1999, gdy Carla Bildta na stanowisku lidera Partii Umiarkowanej zastąpił Bo Lundgren. Od 2001 do 2002 Fredrik Reinfeldt był przewodniczącym parlamentarnej Komisji Sprawiedliwości.

### Działalność polityczna w latach 2002–2006

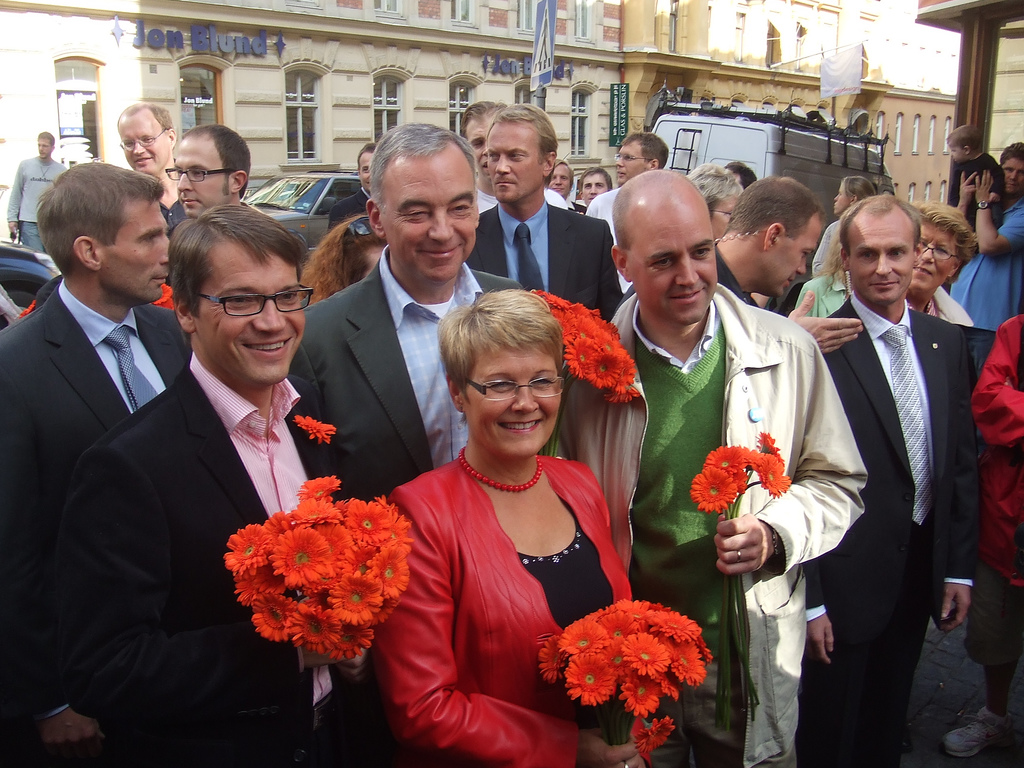
Liderzy Sojuszu dla Szwecji w czasie kampanii wyborczej w 2006

W wyborach parlamentarnych z września 2002 Partia Umiarkowana poniosła porażkę, zdobywając tylko 55 mandatów w 349-osobowym Riksdagu, co wymusiło zmianę przywództwa. W nowym parlamencie Fredrik Reinfeldt objął stanowisko lidera klubu parlamentarnego Partii Umiarkowanej. 25 października 2003 został jednogłośnie wybrany na jej nowego przewodniczącego.
Pod jego przywództwem Partia Umiarkowana przesunęła się w stronę centrum, czego odzwierciedleniem miała być jej nowa nieoficjalna nazwa – Nowa Partia Umiarkowana (De Nya Moderaterna), podkreślająca nowy kierunek. Partia Umiarkowana zrezygnowała z ostrej krytyki tzw. szwedzkiego państwa opiekuńczego, a opowiedziała się za jego stopniową zmianą. Postulowała obniżki podatków dla klasy niższej i średniej (zamiast dla najwięcej zarabiających) oraz aktywizację bezrobotnych poprzez redukcję zasiłków i pomocy socjalnej.
31 sierpnia 2004 liderzy czterech partii centroprawicowych powołali wspólną koalicję wyborczą Sojusz dla Szwecji (Allians för Sverige). W jej skład obok Partii Umiarkowanej weszły również Partia Centrum, Ludowa Partia Liberałów oraz Chrześcijańscy Demokraci. Celem koalicji stało się zwycięstwo w wyborach parlamentarnych, które odbyły się 17 września 2006. Sojusz dla Szwecji zdobył 178 mandatów i pokonał koalicję wyborczą Szwedzkiej Socjaldemokratycznej Partii Robotniczej premiera Görana Perssona (171 mandatów).

### Premier Szwecji (2006–2014)

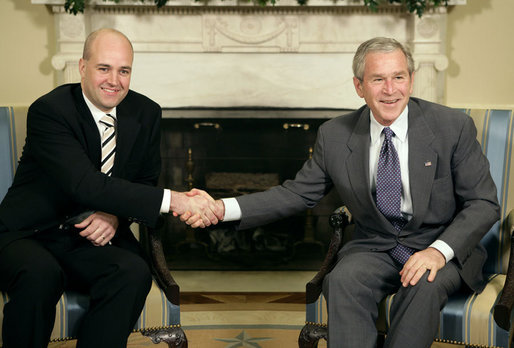
Premier Fredrik Reinfeldt z prezydentem George’em W. Bushem, Waszyngton, maj 2007

Po zwycięskich wyborach Fredrik Reinfeldt 4 października 2006 został desygnowany na stanowisko premiera przez przewodniczącego parlamentu Pera Westerberga. Następnego dnia Riksdag zaakceptował jego kandydaturę stosunkiem głosów 175 za i 169 przeciw. 6 października 2006 został zaprzysiężony na urząd premiera.
Wkrótce po zaprzysiężeniu ujawniono różne kontrowersje dotyczące kilku członków gabinetu. Już 7 października 2008 wyszło na jaw, że nowa minister handlu zagranicznego Maria Borelius oraz minister kultury Cecilia Stegö Chilò zatrudniały nielegalnie pomoc domową (gosposie i nianie), nie płacąc z tego tytułu żadnych podatków. 11 października 2008 w mediach podano, że obie minister oraz minister ds. migracji i polityki azylowej Tobias Billström nie płacili abonamentu telewizyjnego przez odpowiednio: 2 miesiące, 16 lat i 10 lat. Następnego dnia przeciw trzem ministrom zostało wszczęte postępowanie finansowo-administracyjne. 14 października 2008 ze stanowiska ministra zrezygnowała Maria Borelius, a 16 października 2008 Cecilia Stego Chilo. Prasa międzynarodowa nazwała aferę mianem „Nannygate”.
W polityce zagranicznej rząd Fredrika Reinfeldta zaczął prowadzić politykę bardziej proamerykańską niż jego poprzednicy. 15 maja 2007 odbył pierwszą podróż do USA jako premier. W jej trakcie spotkał się z prezydentem George’em W. Bushem oraz gubernatorem Kalifornii Arnoldem Schwarzeneggerem. Podjął też aktywną politykę na forum UE. Rząd Szwecji wraz z Polską był inicjatorem programu Partnerstwa Wschodniego. Fredrik Reinfeldt opowiedział się również za akcesją Szwecji do NATO.
W wyborach parlamentarnych z 19 września 2010 rządząca koalicja Sojusz zdobyła najwięcej mandatów (173), jednak nie utrzymała większości parlamentarnej. Fredrik Reinfeldt pozostał premierem, reorganizując swój gabinet w rząd mniejszościowy, którego nowy skład ogłosił 5 października 2010.

### Działalność od 2014
W wyborach parlamentarnych z 14 września 2014 partie Sojuszu utraciły ponad 30 mandatów, władzę przejął mniejszościowy rząd socjaldemokratów i zielonych. Fredrik Reinfeldt, który uzyskał poselską reelekcję, zakończył urzędowanie 3 października 2014. Zrezygnował wkrótce z mandatu poselskiego, w styczniu 2015 ustąpił także ze stanowiska przewodniczącego Umiarkowanej Partii Koalicyjnej.
Zajął się prowadzeniem własnej działalności w sektorze doradczym. Od 2016 był przewodniczącym rady dyrektorów organizacji przemysłowej EITI. W 2023 został prezesem szwedzkiej federacji piłkarskiej Svenska Fotbollförbundet.

## Odznaczenia
- Krzyż Wielki Orderu Wiernej Służby (Rumunia, 2008)[24]